# Hillestadholmen
Hillestadholmen, est une île dans le landskap Sunnhordland du comté de Vestland. Elle appartient administrativement à Kvinnherad.

## Géographie
Rocheuse et désertique à l'exception de quelques bosquets sur ses rives, à fleur d'eau, elle s'étend sur environ 186 m de longueur pour une largeur approximative de 146 m.